# Sarkis Minassian
Sarkis Minassian (armenisch Սարգիս Մինասեան, * 1873 in Çengiler bei Yalova; † 1915 in Ankara, Osmanisches Reich), auch Aram Ashod, war ein armenischer Journalist, Lehrer und politischer Aktivist. Er war Chefredakteur der Zeitung Hairenik in Watertown, Massachusetts. Nachdem er 1909 in das Osmanische Reich zurückgekehrt war, setzte Minassian seine Tätigkeit für verschiedene Zeitschriften Istanbuls fort. 1915 wurde er beim Völkermord an den Armeniern getötet.

## Leben
Sarkis Minassian wurde 1873 im Dorf Çengiler, nahe Yalova geboren. Er besuchte die Grundschule in Bahçecik, Kocaeli. Danach zog die Familie nach Istanbul. Nachdem Minassian 1894 das Getronagan-Gymnasium absolviert hatte, zog er nach Genf, wo er Mitarbeiter der armenischen Zeitung Troshag, des offiziellen Organs der Armenischen Revolutionären Föderation, wurde. 1903 ging Minassian in die Vereinigten Staaten, wo er für die armenische Zeitung Hairenik in leitender Position tätig war. 1905 kehrte er zurück nach Genf. Nach der Jungtürkischen Revolution 1908 kehrte er 1909 nach Istanbul zurück. In Istanbul arbeitete Minassian kurzzeitig als Lehrer. Er wurde Mitglied der Armenischen Nationalversammlung, wo er den Bezirk Kasımpaşa vertrat. Minassian war einer der häufigsten Kolumnisten der Zeitung Azadamard. Er hielt Vorträge zur armenischen Sprache in verschiedenen armenischen Schulen in ganz Istanbul.
Sarkis Minassian plante ein französisch-armenisches Wörterbuch. Allerdings wurde das Wörterbuch wegen seines Todes im Völkermord nie veröffentlicht und landete im Besitz seiner Mutter, die zu der Zeit in Genf lebte. Minassian veröffentlichte allerdings eine umfangreiche Biografie über das Leben des armenischen Revolutionärs Serob Aghbjur.

## Tod
Am „Roten Sonntag“, dem 24. April 1915, wurde Minassian des Nachts festgenommen und per Zug nach Ayaş gesandt, eine Ortschaft in den inneren Provinzen des Osmanischen Reiches. Zuerst eingeengt in einem Gefängnis in Ayaş wurde Minassian zusammen mit Rupen Zartarian, Karekin Khajag, Chatschatur Malumian, Harutiun Jangülian und Nazaret Daghavarian am 2. Juni 1915 nach Diyarbekir deportiert. Sie sollten eigentlich vor einem Militärgericht in Diyarbekir erscheinen. Allerdings wurde Minassian mitsamt allen anderen auf halber Strecke in der Ortschaft Karacaören zwischen Urfa und Siverek umgebracht. Der Befehl zur Ermordung wurde von Hauptmann Şevket an Hacı Onbaşı gegeben, einem Mitglied der Spezialorganisation.